# Steinkreuz im Hirtenbachtal

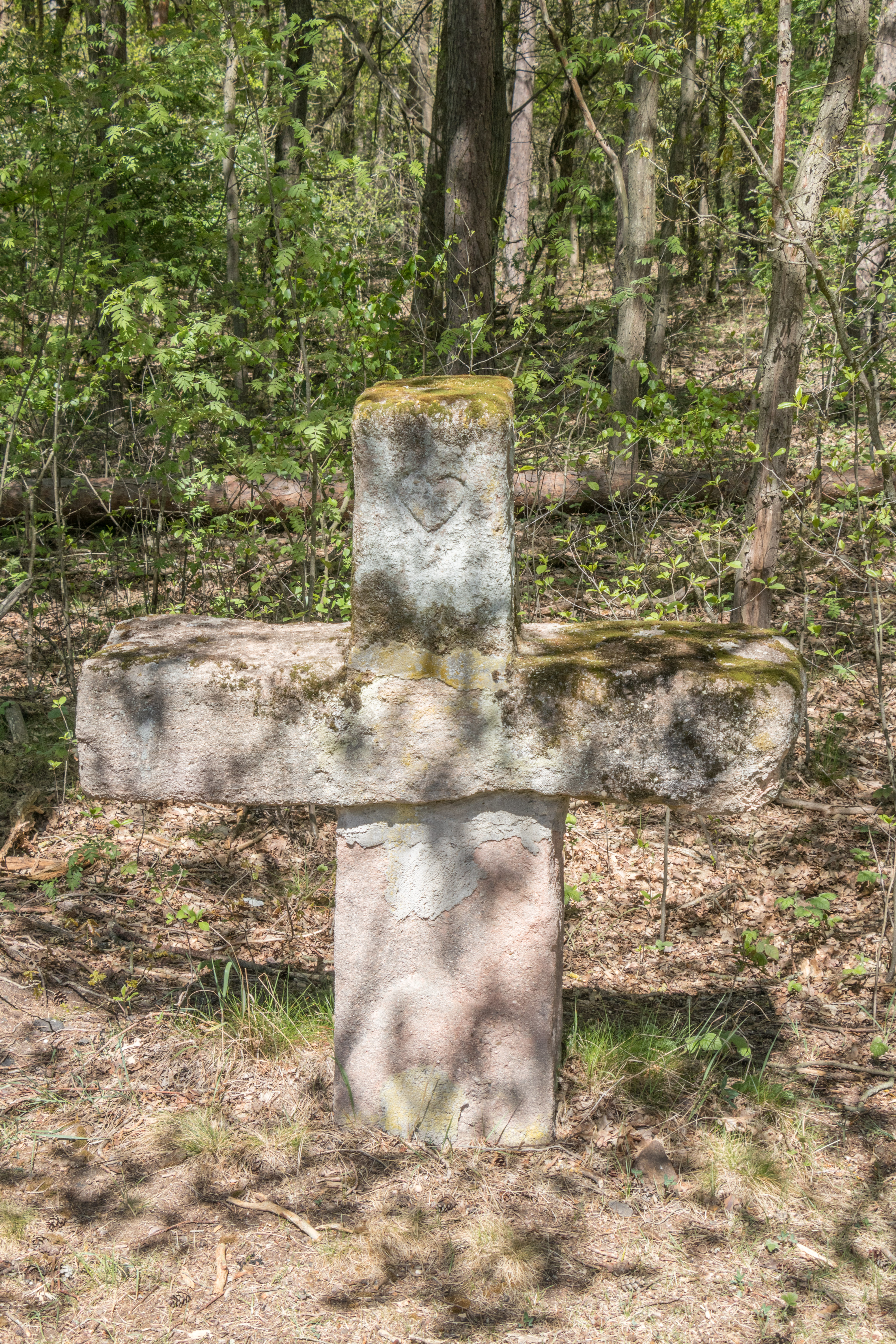
Steinkreuz im Hirtenbachtal

Das Steinkreuz im Hirtenbachtal ist ein historisches Steinkreuz bei Ebersbach, einem Gemeindeteil der Stadt Abenberg im mittelfränkischen Landkreis Roth in Bayern.

## Beschreibung

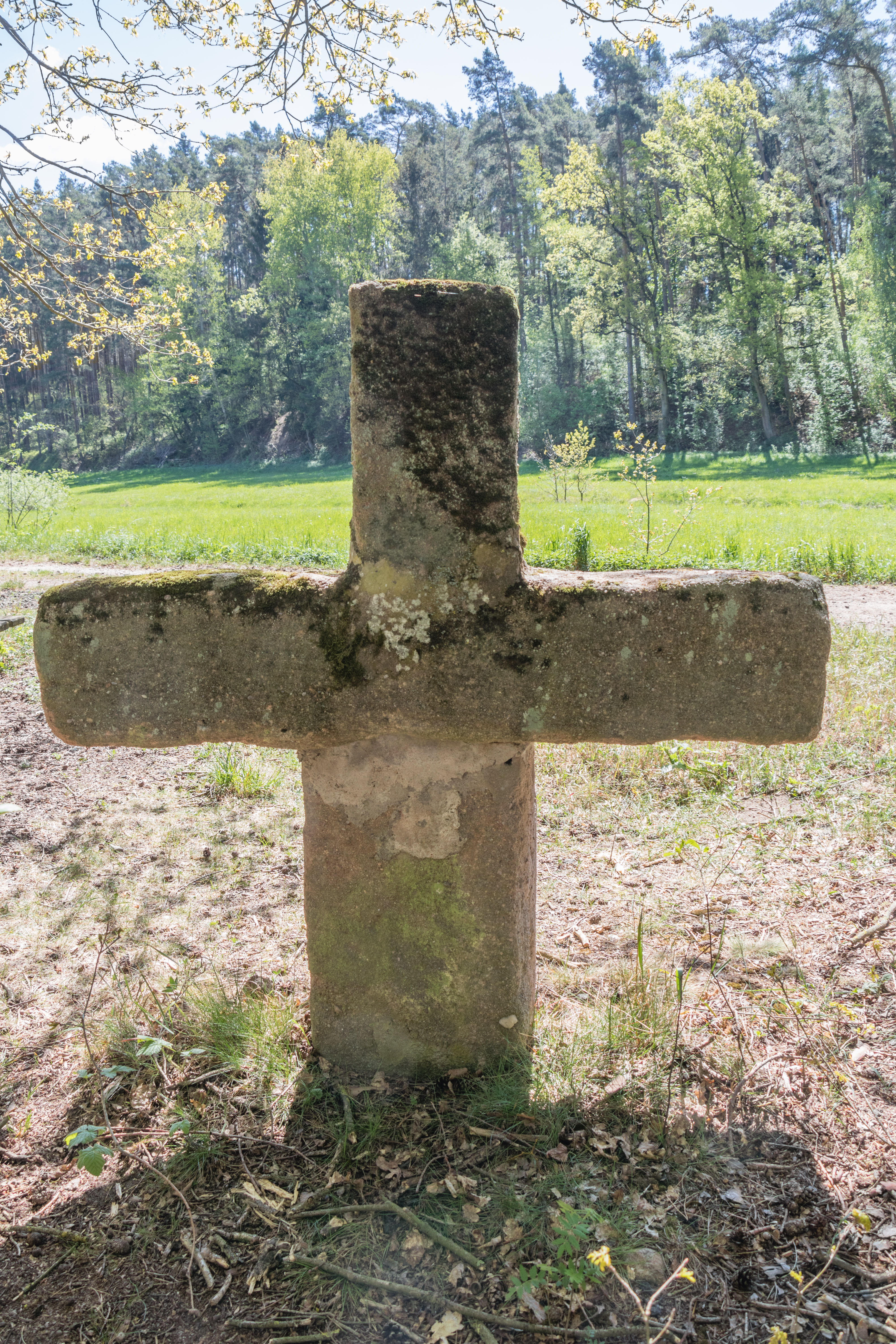
Rückseite

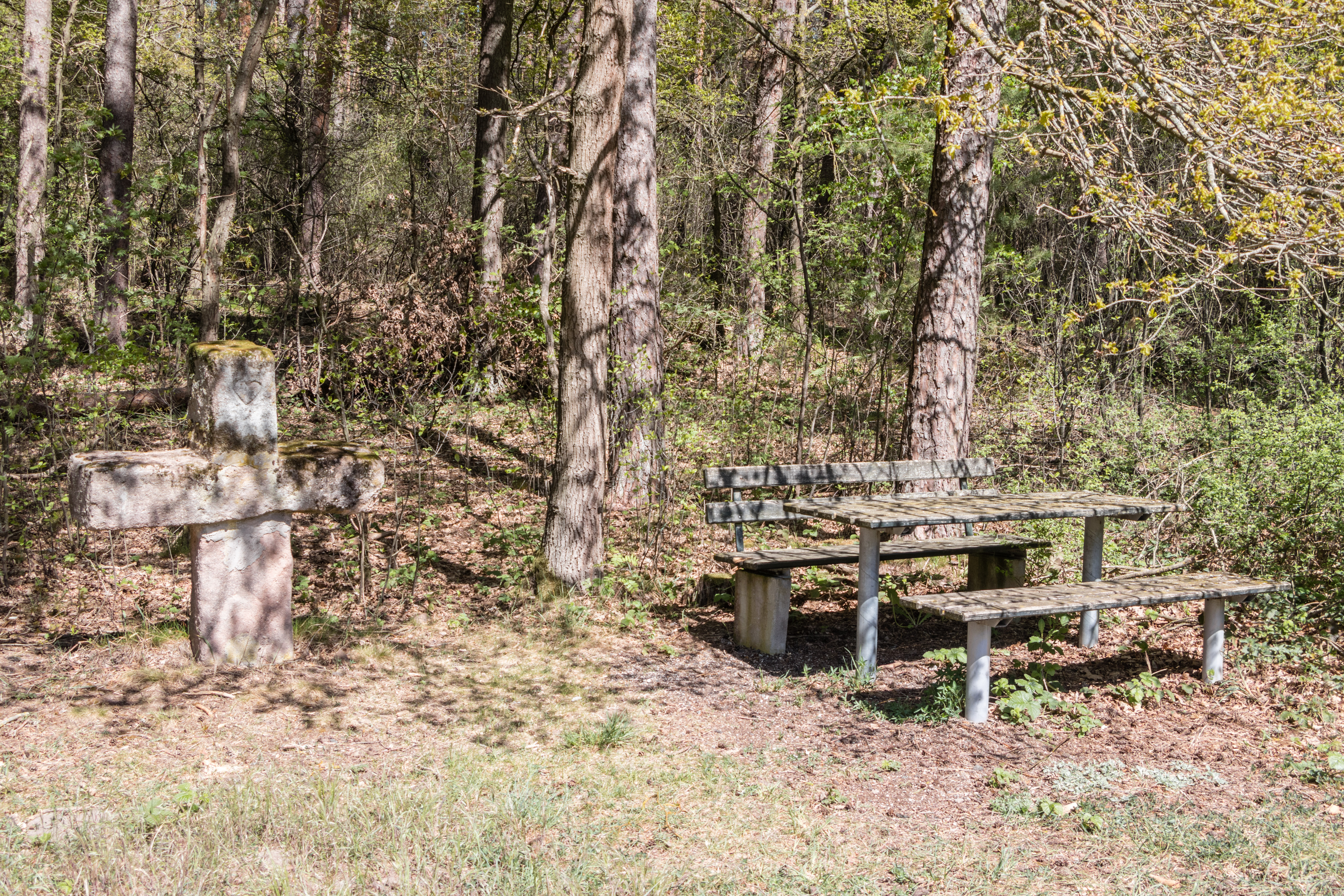
Blick auf den Standort

Das Sühnekreuz steht etwa 900 Meter nordöstlich von Ebersbach. Es steht dort am Waldrand im Hirtenbachtal an einem mit Blaustrich () und Blaukreuz () markierten Wanderweg. Das Kleindenkmal besteht aus Sandstein, ist gering verwittert und hat die Abmessungen 140 × 132 × 40 cm. 
Das Kreuz wird lokal auch Landsknecht oder Landsknechtkreuz genannt. Es ist ein schlichtes Steinkreuz in lateinischer Form. Quer- und Kopfbalken sind nachträglich auf einen neuen, deutlich kleineren Schaft (68×40×25) aufgesetzt. Die Verbindungsstelle zwischen dem Schaft und dem Querbalken weist Mörtelspuren auf. In den Kopfbalken ist ein Herz eingekerbt, welches wohl nicht historisch und ein Hinweis auf ein Liebespaar unserer Zeit darstellt. Neben dem Kleindenkmal befindet sich eine Sitzgruppe mit Tisch und Bänken.
Das ursprüngliche Kreuz stammt wohl aus dem 17. Jahrhundert. Das heutige Kreuz wurde 1965 von der lokalen Baufirma Hans & Nagel restauriert. In alten Karten ist das Kreuz nicht eingezeichnet jedoch das Umland als Der Landsknecht bezeichnet.

## Sagen
Im Hirtenbachtal Richtung Mildacher Steig sollen sich im Dreißigjährigen Krieg die zwei betrunkenen Abenberger Landsknechte Büttel und Flurer bei einem Streit um gestohlenes Geld und Schmuck ums Leben gebracht haben.